# J. League 1993
La temporada de 1993 de la J. League fue el primer campeonato celebrado de la liga profesional de Japón. Su primer partido fue el 15 de mayo de 1993 entre Verdy Kawasaki y Yokohama Marinos, y no concluyó hasta enero de 1994.

## Sistema del campeonato
Un total de diez equipos estrenaron la J. League. Ocho de ellos provenían de la primera división de la Japan Football League y sufrieron una serie de cambios para adaptarse al profesionalismo. Los clubes fueron Urawa Red Diamonds, JEF United Ichihara, Verdy Kawasaki, Yokohama Marinos, Yokohama Flügels, Nagoya Grampus Eight, Gamba Osaka y Sanfrecce Hiroshima. A esos ocho se sumaron un equipo de la segunda división de la JFL (Kashima Antlers) y una franquicia creada específicamente para la competición (Shimizu S-Pulse).
| - JEF United Ichihara - Gamba Osaka - Kashima Antlers - Nagoya Grampus Eight - Sanfrecce Hiroshima |  | - Shimizu S-Pulse - Urawa Red Diamonds - Verdy Kawasaki - Yokohama Flügels - Yokohama Marinos |

La J. League contó con dos rondas, a ida y vuelta (18 partidos) cada una. El campeón de cada ronda jugaría una final en la que se decidiría el vencedor de la J. League, aunque en caso de haber ganado el mismo equipo la ida y vuelta este encuentro no era necesario.
El sistema empleado para valorar el campeón se basaba solo en las victorias obtenidas, por lo que no había puntos. En caso de empate al cumplirse el tiempo reglamentario, se llegaba a una prórroga con gol de oro e incluso a penaltis. Si a final de liga hay un empate de victorias, se desempataba sobre la base de cuatro supuestos: goal average, goles anotados, resultados de sus encuentros y, si no quedaba más remedio, un partido de desempate. Estas normas fueron impuestas por la organización con la intención de atraer al mayor número de espectadores posibles.

## Desarrollo
El primer campeonato de liga vino precedido de la celebración de la Copa J. League, donde los equipos recién creados para el nuevo torneo se vieron las caras. Un total de 10 equipos disputaron esta competición, y su estreno coincidía con la expectación creada ante la posibilidad de que la selección de fútbol se clasificara para el Mundial 1994. El campeón de la Nabisco Cup fue Verdy Kawasaki.
Su estreno también vino acompañado de una fuerte promoción comercial, sumado a los fichajes de varios jugadores internacionales (Zico, Ramón Ángel Díaz, Ramón Medina Bello o Pierre Littbarski) como reclamo publicitario. El deporte atrajo en especial al público juvenil, y la retransmisión por televisión de al menos un encuentro cada jornada propició un éxito de audiencias y espectadores de la J. League en su primera temporada.
La primera ronda de liga tuvo como protagonista a Kashima Antlers, que logró vencer con un equipo liderado por Zico y Alcindo frente a los considerados en principio favoritos (Verdy Kawasaki y Yokohama Marinos). En la segunda, Verdy Kawasaki consiguió hacerse con la victoria, por lo que la final de liga sería entre Kashima y el equipo de Tokio. Ésta se disputó en enero después de la final de la Copa del Emperador, algo que no fue usual en posteriores campañas ya que la final de copa está considerada como el término de temporada en Japón.
En el partido de ida Verdy venció por 2-0, pero en la vuelta Kashima consiguió marcar un gol en los primeros minutos de juego que imprimió emoción al campeonato. Sin embargo, el equipo de Kawasaki consiguió empatar el encuentro y hacerse así con el primer campeonato de liga profesional japonesa.
Para la siguiente temporada se sumarían dos clubes procedentes de la JFL: el Yamaha, que pasó a llamarse Júbilo Iwata, y Bellmare Hiratsuka.

## Clasificación

### Primera Etapa
| Pos. | Equipo               | PJ | G  | P  | GF | GC | DG  | Clasificación        |
| ---- | -------------------- | -- | -- | -- | -- | -- | --- | -------------------- |
| 1    | Kashima Antlers (Q)  | 18 | 13 | 5  | 41 | 18 | +23 | Final del Campeonato |
| 2    | Verdy Kawasaki       | 18 | 12 | 6  | 29 | 21 | +8  |                      |
| 3    | Yokohama Marinos     | 18 | 11 | 7  | 29 | 24 | +5  |                      |
| 4    | Shimizu S-Pulse      | 18 | 10 | 8  | 28 | 25 | +3  |                      |
| 5    | JEF United Ichihara  | 18 | 9  | 9  | 26 | 23 | +3  |                      |
| 6    | Sanfrecce Hiroshima  | 18 | 9  | 9  | 23 | 24 | −1  |                      |
| 7    | Yokohama Flügels     | 18 | 8  | 10 | 24 | 21 | +3  |                      |
| 8    | Gamba Osaka          | 18 | 8  | 10 | 27 | 31 | −4  |                      |
| 9    | Nagoya Grampus Eight | 18 | 7  | 11 | 21 | 38 | −17 |                      |
| 10   | Urawa Red Diamonds   | 18 | 3  | 15 | 11 | 34 | −23 |                      |

 Fuente: J. League Data Site: 1993 J.LEAGUE Suntory League table
Criterios de clasificación: 1) partidos ganados; 2) diferencia de goles; 3) número de goles marcados; 4) resultados entre los equipos en cuestión.

### Segunda Etapa
| Pos. | Equipo               | PJ | G  | P  | GF | GC | DG  | Clasificación        |
| ---- | -------------------- | -- | -- | -- | -- | -- | --- | -------------------- |
| 1    | Verdy Kawasaki (Q)   | 18 | 16 | 2  | 43 | 10 | +33 | Final del Campeonato |
| 2    | Shimizu S-Pulse      | 18 | 14 | 4  | 26 | 9  | +17 |                      |
| 3    | Yokohama Marinos     | 18 | 10 | 8  | 31 | 24 | +7  |                      |
| 4    | Kashima Antlers      | 18 | 10 | 8  | 31 | 25 | +6  |                      |
| 5    | Sanfrecce Hiroshima  | 18 | 9  | 9  | 31 | 25 | +6  |                      |
| 6    | Gamba Osaka          | 18 | 8  | 10 | 24 | 34 | −10 |                      |
| 7    | Yokohama Flügels     | 18 | 8  | 10 | 20 | 30 | −10 |                      |
| 8    | Nagoya Grampus Eight | 18 | 5  | 13 | 27 | 28 | −1  |                      |
| 9    | JEF United Ichihara  | 18 | 5  | 13 | 25 | 44 | −19 |                      |
| 10   | Urawa Red Diamonds   | 18 | 5  | 13 | 15 | 44 | −29 |                      |

 Fuente: J. League Data Site: 1993 J.LEAGUE NICOS League table
Criterios de clasificación: 1) partidos ganados; 2) diferencia de goles; 3) número de goles marcados; 4) resultados entre los equipos en cuestión.

### General
| Pos. | Equipo                | PJ | G  | P  | GF | GC | DG  | Clasificación                                   |
| ---- | --------------------- | -- | -- | -- | -- | -- | --- | ----------------------------------------------- |
| 1    | Verdy Kawasaki (C, Q) | 36 | 28 | 8  | 72 | 31 | +41 | Clasificado a la Copa de Clubes de Asia 1994-95 |
| 2    | Shimizu S-Pulse       | 36 | 24 | 12 | 54 | 34 | +20 |                                                 |
| 3    | Kashima Antlers       | 36 | 23 | 13 | 72 | 43 | +29 |                                                 |
| 4    | Yokohama Marinos      | 36 | 21 | 15 | 60 | 48 | +12 |                                                 |
| 5    | Sanfrecce Hiroshima   | 36 | 18 | 18 | 54 | 49 | +5  |                                                 |
| 6    | Yokohama Flügels (Q)  | 36 | 16 | 20 | 44 | 51 | −7  | Clasificado a la Recopa de la AFC 1994-95       |
| 7    | Gamba Osaka           | 36 | 16 | 20 | 51 | 65 | −14 |                                                 |
| 8    | JEF United Ichihara   | 36 | 14 | 22 | 51 | 67 | −16 |                                                 |
| 9    | Nagoya Grampus Eight  | 36 | 12 | 24 | 48 | 66 | −18 |                                                 |
| 10   | Urawa Red Diamonds    | 36 | 8  | 28 | 26 | 78 | −52 |                                                 |

 Fuente: Suma de la primera y la segunda etapa
Criterios de clasificación: 1) partidos ganados; 2) diferencia de goles; 3) número de goles marcados; 4) resultados entre los equipos en cuestión.

### Final
| 9 de enero de 1994, 13:05 (UTC+9) | Kashima Antlers | 0:2 (0:0) | Verdy Kawasaki           | Estadio Nacional, Tokio                                  |                                                          |
|                                   |                 | Reporte   | Miura 60' · Bismarck 89' | Asistencia: 53.553 espectadores Árbitro(s): Kenji Tanaka | Asistencia: 53.553 espectadores Árbitro(s): Kenji Tanaka |

| 16 de enero de 1994, 13:03 (UTC+9) | Verdy Kawasaki | 1:1 (0:1) | Kashima Antlers | Estadio Nacional, Tokio                                   |                                                           |
|                                    | Miura 82'      | Reporte   | Alcindo 38'     | Asistencia: 53.010 espectadores Árbitro(s): Shizuo Takada | Asistencia: 53.010 espectadores Árbitro(s): Shizuo Takada |

|                                    |
|                                    |
| Campeón Verdy Kawasaki 1.er título |

## Premios

### Individuales
- Jugador más valioso del campeonato: Kazuyoshi Miura (Verdy Kawasaki)
- Máximo goleador: Ramón Ángel Díaz, 28 goles (Yokohama Marinos)
- Mejor debutante: Masaaki Sawanobori (Shimizu S-Pulse)
- Mejor entrenador: Yasutaro Matsuki (Verdy Kawasaki)

### Mejor once inicial
| Posición | Futbolista           | Club             | País                 |
| -------- | -------------------- | ---------------- | -------------------- |
| P        | Shigetatsu Matsunaga | Yokohama Marinos | Bandera de Japón     |
| DF       | Shunzo Ono           | Kashima Antlers  | Bandera de Japón     |
| DF       | Tetsuji Hashiratani  | Verdy Kawasaki   | Bandera de Japón     |
| DF       | Pereira              | Verdy Kawasaki   | Bandera de Brasil    |
| DF       | Masami Ihara         | Yokohama Marinos | Bandera de Japón     |
| DF       | Takumi Horiike       | Shimizu S-Pulse  | Bandera de Japón     |
| MC       | Santos               | Kashima Antlers  | Bandera de Brasil    |
| MC       | Yasuto Honda         | Kashima Antlers  | Bandera de Japón     |
| MC       | Ruy Ramos            | Verdy Kawasaki   | Bandera de Japón     |
| DL       | Kazuyoshi Miura      | Verdy Kawasaki   | Bandera de Japón     |
| DL       | Ramón Ángel Díaz     | Yokohama Marinos | Bandera de Argentina |